# Gaelscoil

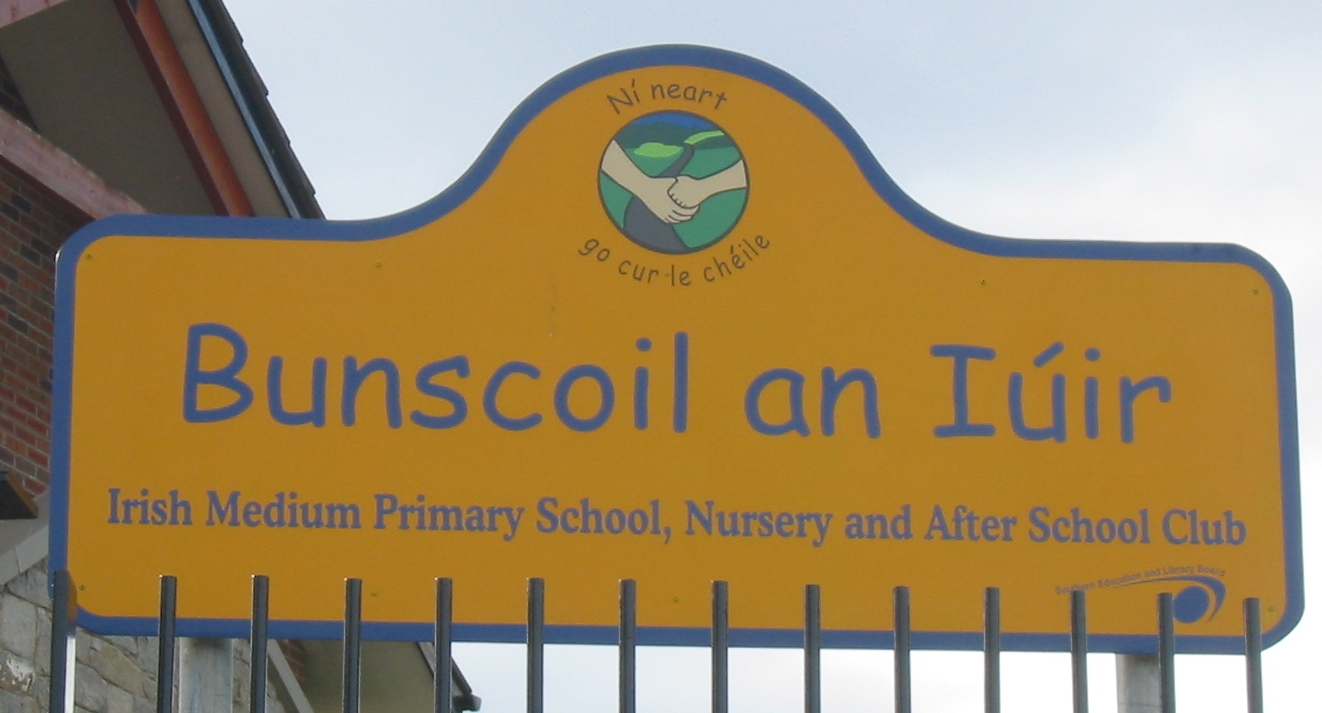
Cartello di una Gaelscoil a Newry, Irlanda del Nord

La Gaelscoil (plurale: Gaelscoileanna) è un'istituzione scolastica irlandese, corrispondente alle scuole elementari e medie, dove le lezioni avvengono esclusivamente in lingua irlandese. Il termine si riferisce in particolar modo alle scuole situate al di fuori delle regioni a maggioranza di lingua irlandese (le Gaeltacht). Oltre 50.000 studenti frequentano le Gaelscoil sul territorio dell'isola d'Irlanda e altri 13.000 studenti ricevono l'educazione di primo e secondo livello in lingua irlandese all'interno delle Gaeltacht. Le Gaelscoil situate all'interno delle Gaeltacht sono promosse e rappresentate dal Gaeloideachas e dal Consiglio per l'Educazione Linguistica e la Scolarizzazione gaelica (An Chomhairle um Oideachas Gaeltachta & Gaelscolaíochta).
L'apprendimento dell'irlandese all'interno delle Gaescoil avviene mediante il metodo dell'immersione linguistica, affrontando quindi l'intero programma scolastico attraverso l'uso esclusivo dell'irlandese. Questo approccio, radicalmente diverso rispetto a quello adottato dalle altre scuole statali, ha portato le Gaelscoil ad avere studenti con capacità linguistiche mediamente superiori rispetto a quelli provenienti da scuole dove l'insegnamento avviene in inglese. Nelle scuole statali della Repubblica d'Irlanda infatti, malgrado l'insegnamento dell'irlandese sia obbligatorio nel ciclo primario e secondario di studi, gli studenti con effettive competenze linguistiche in irlandese sono relativamente pochi. Al fine di colmare questa discrepanza, il governo irlandese ha garantito che verranno attuate delle riforme ai programmi scolastici nazionali.

## Contesto generale
Il successo delle Gaelscoil sul territorio irlandese è principalmente dovuto al forte sostegno da parte della comunità del locutori gaelici e ad un'efficiente struttura amministrative che ne permette lo sviluppo. Le Gaelscoil si distinguono infatti non per essere l'espressione di una politica statale imposta dall'alto, ma di un movimento comunitario nato in maniera spontanea. Il sistema delle Gaelscoil ha avuto un notevole incremento nel corso degli ultimi decenni, questo malgrado al giorno d'oggi vi siano preoccupazioni circa il fatto che le regole che limitano la creazione di nuove Gaelscoil stiano impedendo la crescita dell'educazione in irlandese in quelle aree del paese in cui vi è un conflitto tra sistemi educativi.
Nel 1972 vi erano solo 11 scuole primarie e 5 scuole secondarie Gaelscoil sul territorio dell'intera Repubblica d'Irlanda. Nel settembre del 2018, questo numero è cresciuto (su tutta l'isola d'Irlanda al di fuori delle aree Gaeltacht) fino a raggiungere le 180 Gaelscoil primarie, frequentate da circa 40.000 studenti, e le 48 Gaelscoil secondarie, frequentate invece da circa 11.000 studenti. Di queste, 35 scuole primarie, 2 scuole post-primarie e 4 unità post-primarie sono situate nel territorio dell'Irlanda del Nord. In aggiunta a questi, circa 4.000 bambini frequentano le istituzioni prescolari in irlandese note come Naíonra sia all'interno che all'esterno delle Gaeltahct.
Attualmente è presente almeno una Gaelscoil in ogni contea d'Irlanda. Le contee con il maggior numero di Gaelscoil sono la contea di Dublino con 40 scuole, la contea di Cork con 30 e la contea di Antrim con 13.

## Statistiche
| Scuole di primo livello                           | Repubblica d'Irlanda | Irlanda del Nord |
| ------------------------------------------------- | -------------------- | ---------------- |
| Studenti Gaelscoil                                | 35.850               | 5.113            |
| Scuole Gaelscoil                                  | 143                  | 35               |
| Totale degli studenti                             | 536.747              | 168.669          |
| Totale delle scuole                               | 3.137                | 827              |
| Percentuale degli studenti delle scuole Gaelscoil | 6%                   | 2,1%             |
| Percentuale delle scuole Gaelscoil                | 8,6%                 | 4,4%             |

| Scuole di primo livello per provincia | Studenti | Gaelscoil |
| ------------------------------------- | -------- | --------- |
| Leinster                              | 19.331   | 71        |
| Ulster                                | 6.801    | 45        |
| Munster                               | 11.332   | 44        |
| Connacht                              | 3.509    | 18        |